# Pierre Hugues Victoire Merle
Pour les articles homonymes, voir Merle (homonymie).
 (janvier 2019).
Si vous disposez d'ouvrages ou d'articles de référence ou si vous connaissez des sites web de qualité traitant du thème abordé ici, merci de compléter l'article en donnant les références utiles à sa vérifiabilité et en les liant à la section « Notes et références ».
Pierre Hugues Victoire Merle, né à Montreuil (Pas-de-Calais) le 26 août 1766, mort à Lambesc (Bouches-du-Rhône) le 5 décembre 1830, est un général de la Révolution française et du Premier Empire.

## Biographie
Il s'enrôle dans le régiment de Foix, le 4 mai 1781, et obtient son congé le 4 septembre 1782.
Entré comme grenadier au régiment d'Angoumois le 14 décembre 1784, il devient caporal de fusiliers le 1er avril 1789, fourrier de grenadiers le 26, sergent-major le 18 avril 1791, sous-lieutenant le 19 juin 1792 et enfin lieutenant le 24 octobre suivant. Merle est alors à l'armée des Pyrénées-Occidentales sous les ordres du général Moncey ; sa bonne conduite autant que sa bravoure, lui valent le 1er mai 1793, le grade de capitaine d'une compagnie d'artilleurs, formée par arrêté du représentant du peuple Garrau. Commandant du fort Socoa le 1er septembre, il est nommé chef de bataillon d'artillerie que les représentants du peuple, en mission à l'armée des Pyrénées-Occidentales, forment le 1er germinal an II.
Élevé au grade de général de brigade le 25 du même mois (14 avril 1794), Merle se distingue le 22 thermidor à Tolosa. La ville est défendue par 8 000 Espagnols. À la tête de deux escadrons du 12e régiment de hussards, il exécute une charge, dans Tolosa même, sur un régiment de cavalerie ennemie, le met en déroute, lui tue un grand nombre d'hommes, lui fait 100 prisonniers, enlève 2 mortiers, et Tolosa tombe en son pouvoir avec des magasins considérables de subsistances ; le général Moncey, dans plusieurs rapports qu'il adresse au gouvernement fait souvent l'éloge du général Merle.
Pourvu d'un commandement dans l'Ouest le 23 fructidor an III, ce général passe à l'armée des côtes de l'Océan le 11 nivôse an IV, à celle des Alpes le 23 messidor suivant, puis est employé dans la 8e division militaire le 22 vendémiaire an V. Le Directoire, sur des rapports calomnieux, le fait arrêter et traduire par-devant un conseil de guerre le 22 fructidor de la même année. Son innocence ayant été reconnue à l'unanimité des voix, il reçoit l'ordre du premier Consul d'aller prendre un commandement dans la 17e division militaire le 19 nivôse an VIII, se rend ensuite dans la 14e, fait partie de l'armée de réserve le 2 prairial, commande une subdivision dans la 27e division militaire en l'an IX, devient membre de la Légion d'honneur le 19 frimaire an XII, et enfin commandeur de l'ordre le 25 prairial. En l'an XIV, Merle sert avec distinction à la grande armée d'Allemagne.
Gouverneur de Braunau le 8 brumaire, il se trouve à la bataille d'Austerlitz, a deux chevaux tués sous lui, et mérite d'être nommé général de division le 3 nivôse. Employé au corps d'observation des côtes de l'Océan le 8 juin 1808, il retourne presque immédiatement en Espagne, y signale son arrivée par la prise de Valladolid, se porte de là sur Santander, concourt au succès du combat de Medina de Rioseco, et reçoit le 4 septembre la décoration de grand officier de la Légion d'honneur. Devenu baron de l'Empire vers le même temps, le général Merle, de concert avec le général Mermet, culbute le 15 janvier 1809 l'avant-garde anglaise qui, après avoir débarqué à la Corogne, s'était emparée des hauteurs de Vilaboa.
Le général Reynier l'ayant chargé d'une expédition dans les montagnes de Xérès, en Estrémadure en 1810, il y rencontre près de Salvatierra l'avant-garde espagnole, nouvellement renforcée de 8 000 hommes. Il attaque avec vigueur toutes ces troupes réunies, les bat et les disperse entièrement. Il combat avec sa valeur accoutumée à Buçaco en Portugal, a le bras fracassé dans cette affaire par la mitraille, et reçoit une blessure grave à Oporto.
Mis en disponibilité le 24 novembre 1811, il reçoit l'ordre le 26 avril 1812 d'aller prendre le commandement de la 3e division de réserve destinée à faire la campagne de Russie. C'est lui qui, à la tête de la division, couvre le front de la place de Polotsk qu'il protège contre le corps d'armée du général Wittgenstein. Pendant la retraite de l'armée française, il se fait encore remarquer à Polotsk, où il repousse victorieusement l'ennemi, malgré la supériorité numérique de ses forces. Obligé toutefois d'évacuer cette ville, le général Merle parvient à emmener avec lui tous les bagages et plus de 140 pièces d'artillerie, qui lui sont opiniâtrement disputées par les Russes. Les soldats surnomment ce beau fait d'armes affaire de la nuit infernale. Merle joint à ces importants services celui de conduire jusqu'en Pologne le reste de sa division, accrue de plusieurs débris de l'armée qu'il a recueillis sur sa route.
Appelé au commandement de la 25e division militaire, il se prononce en 1814 pour la cause des Bourbons, adhère un des premiers aux actes du gouvernement provisoire, reçoit la décoration de chevalier de Saint-Louis le 27 juin, et a l'inspection générale de la gendarmerie.

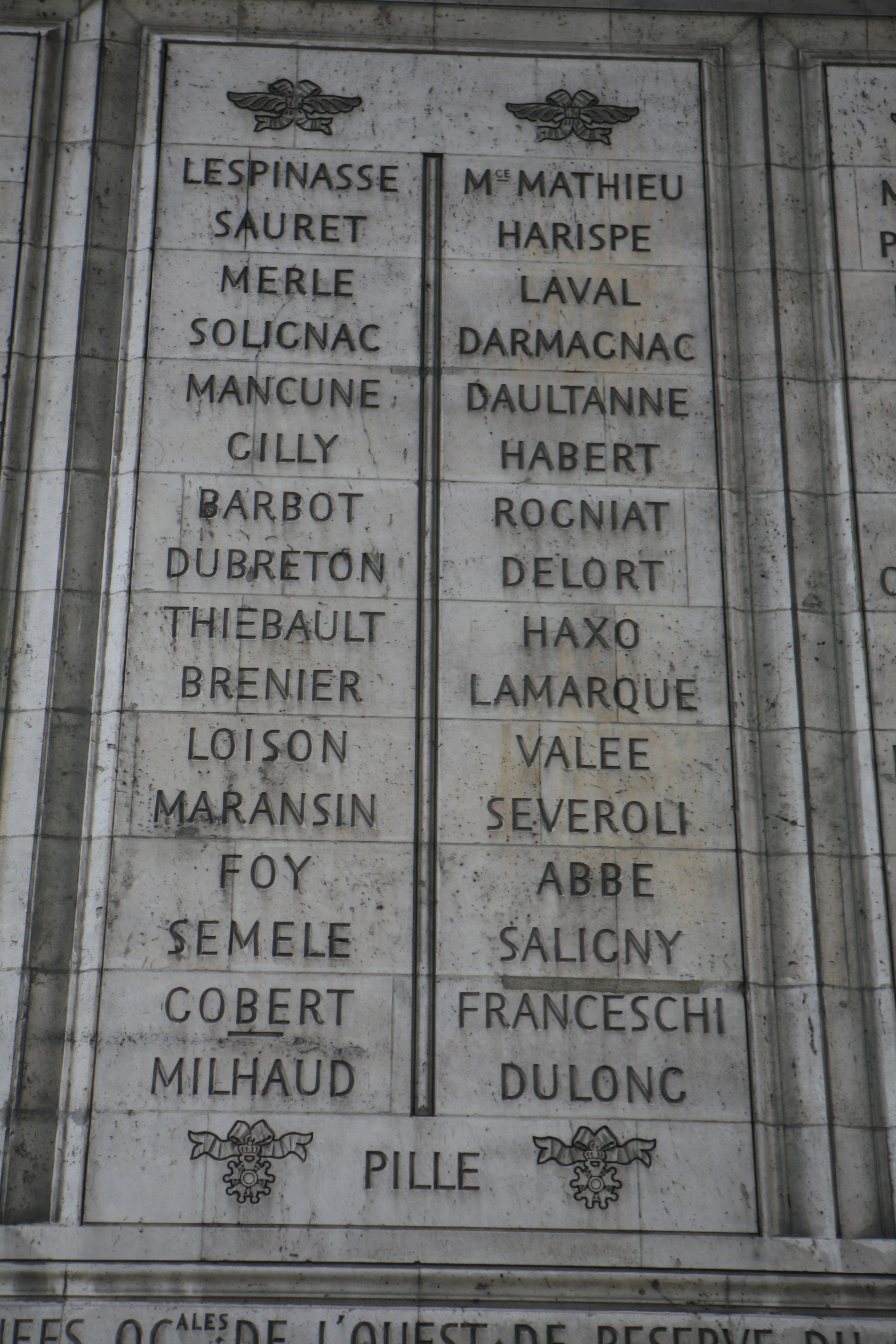
Noms gravés sous l'arc de triomphe de l'Étoile : pilier Ouest, 35e et.

Au mois de mars 1815, le général Merle accompagne le duc d'Angoulême dans le Midi. Ce prince le charge, conjointement avec le général de Vogué, de la défense importante de Pont-Saint-Esprit pour s'assurer une retraite, si le sort des armes ne lui est pas favorable. L'approche des troupes impériales, dont le nombre augmente chaque jour considérablement, détermine l'évacuation de cette place. Merle se disposant à faire un mouvement sur Montdragon, écrit au duc d'Angoulême qu'il laisse cependant M. de Vogué à la garde du pont avec 150 gardes nationaux, qui l'abandonnent presque aussitôt.
En 1816, il obtient sa retraite avec une pension de 6 000 francs, et meurt à Lambesc, où il s'est retiré le 5 décembre 1830.
Son nom est gravé sur l'arc de triomphe de l'Étoile, côté Ouest. Il repose au cimetière Saint-Baudile de Nîmes.

## Portraits et représentations
- Portrait non daté de l'école française du début du XIXe siècle, suiveur de Nicolas-Eustache Maurin (1798-1850), huile sur toile  de 90 × 74 cm[1].